# Tachypsychie
La tachypsychie (du grec tachy = rapide et psyche = âme) est un symptôme psychopathologique caractérisé par une accélération anormale du rythme de la pensée créant un état de surexcitation. Le symptôme opposé est appelé bradypsychie.

## Sémiologie, nosologie et nosographie psychiatrique
La tachypsychie est, d'un point de vue sémiologique (l'étude des symptômes), un symptôme psychiatrique manifestant une véritable « fuite des idées », une extrême rapidité du « cours de la pensée », entraînant dans la plupart des cas le sujet dans un discours très rapide et parfois incohérent. La tachypsychie pourrait se scinder en deux composantes : les « pensées accélérées » et les pensées dites « grouillantes ».
Le « Racing and Crowded Thoughts Questionnaire (RCTQ) » développé par Bertschy et al. permet l’évaluation de ce type de symptômes. Par ailleurs, ces pensées sont principalement présentes dans les troubles de l’humeur, mais on peut également les retrouver dans d’autres troubles psychiatriques comme le TDAH et le trouble de la personnalité borderline.